# Delta Phi
Delta Phi (ΔΦ) ist eine 1827 im Union College in Schenectady, New York gegründete Fraternity. Sie gehört zu der Union Triad und damit zu den ältesten noch bestehenden Studentenverbindungen der USA und ist neben Kappa Alpha und Sigma Phi das dritte und letzte Mitglied der Triade.

## Hintergrund
Zur Gründungszeit der Union Triad gab es starke Vorbehalte gegen freimaurerische Bestrebungen in den USA. Ursprünglich als Geheimgesellschaften organisiert, wurden Studentenzirkel ebenfalls Ziel der Vorbehalte. Unter anderem Phi Beta Kappa organisierte sich deswegen statt als Geheimgesellschaft als berufsorientierte Honor Society. Zu Beginn der 1830er Jahre begann sich Eliphalet Nott, Präsident des Union College, für die Auflösung aller Fraternities einzusetzen. John Jay Hyde, ein Mitglied der Delta Phi konnte ihn davon abhalten. Hyde konstruierte das heute noch getragene Abzeichen in Form eines Malteserkreuzes. Der Bezug zum Malteserorden verschaffte Delta Phi den Spitznamen The St. Elmo Club, der zuerst beim Omicron Chapter der Yale University aufkam.
Dieses ehemalige Chapter von Delta Phi in Yale, die 1889 gegründete St. Elmo hat sich abgespalten und ist mittlerweile eine separate klassische jahrgangsbezogene Geheimgesellschaft für fortgeschrittene Studenten und gehört wie Skull and Bones, Scroll and Key, Wolf’s Head, Book and Snake, Elihu, Berzelius sowie Mace and Chain zu den ancient eight senior societies in Yale.

### Delta Phi in der Gegenwart
Delta Phi ist nach wie vor eine exklusive und verhältnismäßig kleine Fraternity. Ausweitung wird vor allem bezüglich früherer, nicht mehr aktiver Chapter betrieben. Delta Phi ist die drittälteste Fraternity der USA und sieht sich selbst als am längsten kontinuierlich aktive Verbindung in den USA. Im Falle des Gamma Chapter an der New York University geht man von der am längsten kontinuierlich aktiven Verbindung weltweit aus, nachdem dieses Chapter seit 1841 ohne Unterbrechung aktiv ist.

## Gründer
- Benjamin Burroughs, Presbyter aus Savannah (Georgia)Georgia
- William Hun Fondey, Jurist aus Albany (New York)
- Samuel Lewis Lamberson, Presbyter aus Jamaica (Queens) New York
- Samuel C. Lawrison, United States Navy Chirurg aus Pensacola (Florida)
- David Hervey Little, New York Supreme Court Richter aus Rochester (New York)
- Thomas Clark McLaury, Priester aus Lisbon (New York), New York
- John Mason, Priester aus Jamaica (Queens) New York
- Joseph Griffiths Masten, Bürgermeister von Buffalo New York
- William Wilson, President des College of Cincinnati aus Irland

## Chapter
12 aktive Chapter von Delta Phi bestehen.
- Gamma – New York University – New York, NY – 1841
- Epsilon – Rutgers University – New Brunswick, NJ – 1845
- Eta – University of Pennsylvania – Philadelphia, PA – 1849
- Lambda – Rensselaer Polytechnic Institute – Troy, NY – 1864
- Nu – Lehigh University – Bethlehem, PA – 1884
- Xi – Johns Hopkins University – Baltimore, MD – 1885
- Pi – Cornell University – Ithaca, NY – 1891
- Rho – University of Virginia – Charlottesville, VA – 1908
- Phi – Kenyon College – Gambier, OH – 1940
- Chi – Hamilton College – Clinton, NY – 1950
- Omega – University of Pittsburgh – Pittsburgh, PA – 1968
- Omega Alpha – College of William and Mary – Williamsburg, VA – 1987

14 inaktive Chapter von Delta Phi bestehen.
- Alpha – Union College – Schenectady, NY (1827–1999)
- Beta – Brown University – Providence, RI (1830–2011)
- Delta – Columbia University – New York, NY (1842–2001)
- Zeta – Harvard University – Cambridge, MA (1845–1901)
- Theta – Princeton University – Princeton, NJ (1854–1877)
- Iota – University of Michigan – Ann Arbor, MI (1855–1936)
- Kappa – University of North Carolina – Chapel Hill, NC (1855–1861)
- Mu – Colgate University – Hamilton, NY (1874–1876)
- Omicron – Yale University – New Haven, CT (1889–1925)
- Sigma – Trinity College – Hartford, CT (1917–2001)
- Tau – University of Illinois – Champaign, IL – (1920–2009)
- Upsilon – Williams College – Williamstown, MA (1926–1965)
- Psi – Pennsylvania State University – State College, PA – (1960–2007)
- Omega Beta – Wabash College – Crawfordsville, IN – (1994–2001)